# IPad Mini
iPad Mini (stylizováno jako iPad mini) je řada nejmenších tabletů iPad od firmy Apple. Velikost displeje byla 7,9 palců pro první až pátou generaci, šestá generace má velikost displeje 8,3 palců. Existuje verze Wi-Fi a Wi-Fi + Cellular. Hlavní rozdíl (jsou i další) mezi 1. a 2. generací je Retina displej. Třetí verze přinesla pouze Touch ID. Čtvrtá generace přinesla novější hardware (paměť, procesor) a menší tloušťku a displej má lepší zobrazení barev, než předchozí generace. Pátá verze obsahuje novější procesor a více úložného prostoru. Šestá generace přišla s revolučními změnami, velikosti displeje byla zvětšena na 8,3 palců a konektor byl změněn na USB-C.

## Velikost
Řada iPad mini je nejmenší verze z rodiny iPad. Velikost displeje byla do páté generace 7,9 palců, šestá generace má velikost displeje 8,3 palců.

## Hardware
Procesory jsou společné s jinými generacemi ostatních zařízení od Apple. První generace má stejný procesor, jako iPad 2, tedy Apple A5. Druhá a třetí generace má stejný procesor a koprocesor jako iPhone 5S a iPad Air, tedy A7 s 64bitovou architekturou a pohybovým koprocesorem M7. Čtvrtá generace přišla s procesorem Apple A8 spolu s koprocesorem M8. Pátou generaci pohání procesor Apple A12. Poslední, šestá generace, obsahuje procesor A15.
O konektivitu se stará do páté verze Lightning konektor, od šesté verze USB-C a pro bezdrátovou komunikace jsou dostupné Bluetooth a Wi-Fi, v případě verze Cellular jsou součástí technologie využívání mobilních dat (např. GSM,EDGE,UMTS,HSPA; ale nelze s nimi volat). Velikosti pamětí jsou 16GB, 32GB, 64GB, 128GB a 256GB, v závislosti na generaci.

## Displej
Displej je 7,9 palců velký a má rozlišení 1024 × 768, 162 ppi (1. generace), 2048 × 1536, 324 ppi (2, 3, 4 a 5). Šestá generace má displej o velikosti 8,3 palců s rozlišením 2266 × 1488, 327 ppi. U všech modelů jde o technologii IPS s LED podsvícením.

## Příslušenství
S poslední generací iPadu lze používat příslušenství jako je Apple Pencil, AirPods nebo AirTag.

## Přehled generací
| Model                  | Model                  | iPad Mini | iPad Mini 2 | iPad Mini 3 | iPad Mini 4 | iPad Mini 5 | iPad Mini 6 |
| ---------------------- | ---------------------- | --- | --- | --- | --- | --- | --- |
| Kódové označení modelů | Kódové označení modelů | A1432 (WiFi) A1454 (WiFi + Cellular) A1455 (WiFi + Cellular MM)                                                                                 | A1489 (WiFi) A1490 (WiFi + Cellular) | A1599 (WiFi) A1600 (WiFi + Cellular) | A1538 (WiFi) A1550 (WiFi + Cellular) | A2133 (WiFi) A2124 (WiFi + Cellular) | A2567 (WiFi) A2568 (WiFi + Cellular) |
| Dostupnost             | Dostupnost             | Prodej ukončen | Prodej ukončen | Prodej ukončen | Prodej ukončen | | V prodeji |
| Datum představení      | Datum představení      | 23. října 2012 | 22. října 2013 | 16. října 2014 | 9. října 2015 | 18. března 2019 | 14. září 2021 |
| V prodeji (ČR)         | V prodeji (ČR)         | 2. listopadu 2012 | 12. listopadu 2013 | | | | |
| Ukončen prodej         | Ukončen prodej         | 32, 64GB: 22. října 2013 16GB: 19. června 2015                                                                                                  | 64, 128GB: 16. října 2014 16, 32GB: V prodeji                                                                                                   | 16, 64, 128GB: 9. září 2015 | 16, 64, 128GB: | 64, 256GB: | 64, 256GB: |
| Název procesoru        | Název procesoru        | Apple A5 | Apple A7 | Apple A7 | Apple A8 | Apple A12 | Apple A15 |
| Pohybový koprocesor    | Pohybový koprocesor    | není | Apple M7 | Apple M7 | Apple M8 | Neural Engine | Neural Engine |
| Procesor               | Procesor               | 1GHz dual-core ARM Cortex-A9 | 1.3 GHz dual-core Apple Cyclone | 1.3 GHz dual-core Apple Cyclone | 1.5GHz dual-core Apple Typhoon | 2.49GHz six-core (two-core Vortex + four-core Tempest)                                                                                          | 2.92GHz six-core (two-core Avalanche + four-core Blizzard)                                                                                      |
| Grafická karta         | Grafická karta         | Dual-core PowerVR SGX543MP2 | Quad-core PowerVR G6430 | Quad-core PowerVR G6430 | Quad-core PowerVR GX6450 | Quad-core | Five-core |
| Paměť                  | Paměť                  | 512MB DDR2 RAM přímo v procesoru Apple A5 | 1024 MB LPDDR3 | 1024 MB LPDDR3 | 2048MB LPDDR3 | 3GB LPDDR4X | 4GB |
| Kapacita               | Kapacita               | 16, 32, nebo 64GB | 16, 32, 64, nebo 128GB | 16, 64 nebo 128GB | 16, 64 nebo 128GB | 64 nebo 256GB | 64 nebo 256GB |
| Displej                | Displej                | 7,9palcový multi-touch displej | 7,9palcový multi-touch displej | 7,9palcový multi-touch displej | 7,9palcový multi-touch displej | 7,9palcový multi-touch displej | 8,3palcový multi-touch displej |
| Displej                | Displej                | 1024×768 pixelů při 163 ppi | 2048×1536 pixelů při 326 ppi (Retina displej)                                                                                                   | 2048×1536 pixelů při 326 ppi (Retina displej)                                                                                                   | 2048×1536 pixelů při 326 ppi (Retina displej)                                                                                                   | 2048×1536 pixelů při 326 ppi (Retina displej)                                                                                                   | 2266×1488 pixelů při 326 ppi (Retina displej)                                                                                                   |
| Kamera                 | Back                   | 1080p HD, 5 MP, 30fps a 5× digitální zoom | 1080p HD, 5 MP, 30fps a 5× digitální zoom | 1080p HD, 5 MP, 30fps a 5× digitální zoom | 1080p HD, 8 MP, 30fps a 5× digitální zoom | 1080p HD, 8 MP, 30fps a 5× digitální zoom | 4k, 12MP, 60fps a 5x digitální zoom |
| Kamera                 | Front                  | 1.2 MP, 720p video | 1.2 MP, 720p video | 1.2 MP, 720p video | 1.2 MP, 720p video | 7MP, 1080p video | 12MP, 1080p video, 60fps |
| Bezdrátová komunikace  | Wi-Fi                  | Wi-Fi (802.11a/b/g/n), Bluetooth 4.0 | Wi-Fi (802.11a/b/g/n), Bluetooth 4.0 | Wi-Fi (802.11a/b/g/n), Bluetooth 4.0 | Wi-Fi (802.11a/b/g/n/ac), Bluetooth 4.2 | Wi-Fi (802.11a/b/g/n/ac), Bluetooth 5.0 | Wi-Fi (802.11ax), Bluetooth 5.0 |
| Bezdrátová komunikace  | Wi-Fi + Cellular       | Jako verze Wi-Fi a navíc: 3G a LTE modul | Jako verze Wi-Fi a navíc: 3G a LTE modul | Jako verze Wi-Fi a navíc: 3G a LTE modul | Jako verze Wi-Fi a navíc: 3G a LTE modul | Jako verze Wi-Fi a navíc: UMTS/HSPA/HSPA+/DC-HSDPA, GSM/EDGE, Gigabit LTE                                                                       | Jako verze Wi-Fi a navíc: 5G NR, FDD-LTE, TD-LTE, UMTS/HSPA/HSPA+/DC-HSDPA                                                                      |
| Bezdrátová komunikace  | Wi-Fi + Cellular       | Nano-SIM | Nano-SIM | Nano-SIM (podporuje Apple SIM) | Nano-SIM (podporuje Apple SIM) | Nano-SIM (podporuje Apple SIM) eSIM | Nano-SIM (podporuje Apple SIM) eSIM |
| Geolokace              | Wi-Fi                  | Wi-Fi, Apple lokační databáze | Wi-Fi, Apple lokační databáze | Wi-Fi, Apple lokační databáze | Wi-Fi, Apple lokační databáze | Wi-Fi, Apple lokační databáze | Wi-Fi, Apple lokační databáze |
| Geolokace              | Wi-Fi + Cellular       | GPS, GLONASS, Apple databáze | GPS, GLONASS, Apple databáze | GPS, GLONASS, Apple databáze | GPS, GLONASS, Apple databáze | GPS, GLONASS, Apple databáze | GPS, GLONASS, Apple databáze |
| Senzory                | Senzory                | Akcelerometr, gyroskop, magnetometr, senzor pro automatickou regulaci jasu                                                                      | Akcelerometr, gyroskop, magnetometr, senzor pro automatickou regulaci jasu                                                                      | Akcelerometr, gyroskop, magnetometr, senzor pro automatickou regulaci jasu, Touch ID                                                            | Akcelerometr, gyroskop, magnetometr, senzor pro automatickou regulaci jasu, Touch ID, barometr                                                  | Akcelerometr, gyroskop, magnetometr, senzor pro automatickou regulaci jasu, Touch ID, barometr                                                  | Akcelerometr, gyroskop, magnetometr, senzor pro automatickou regulaci jasu, Touch ID, barometr                                                  |
| Baterie                | Baterie                | Integrovaná Lithium-polymerový akumulátor. prohlížení: 10 hodin (Wi-Fi), 9 hodin (Cellular); video: 10 hodin; audio: 140 hodin; spánek: 1 měsíc | Integrovaná Lithium-polymerový akumulátor. prohlížení: 10 hodin (Wi-Fi), 9 hodin (Cellular); video: 10 hodin; audio: 140 hodin; spánek: 1 měsíc | Integrovaná Lithium-polymerový akumulátor. prohlížení: 10 hodin (Wi-Fi), 9 hodin (Cellular); video: 10 hodin; audio: 140 hodin; spánek: 1 měsíc | Integrovaná Lithium-polymerový akumulátor. prohlížení: 10 hodin (Wi-Fi), 9 hodin (Cellular); video: 10 hodin; audio: 140 hodin; spánek: 1 měsíc | Integrovaná Lithium-polymerový akumulátor. prohlížení: 10 hodin (Wi-Fi), 9 hodin (Cellular); video: 10 hodin; audio: 140 hodin; spánek: 1 měsíc | Integrovaná Lithium-polymerový akumulátor. prohlížení: 10 hodin (Wi-Fi), 9 hodin (Cellular); video: 10 hodin; audio: 140 hodin; spánek: 1 měsíc |
| Operační systém        | Operační systém        | iOS 9.2.1 | iOS 12.4.7 | iOS 12.4.7 | poslední dostupný: iPadOS 15.4.1 | poslední dostupný: iPadOS 15.4.1 | poslední dostupný: iPadOS 15.4.1 |
| Rozměry                | Rozměry                | 200 x 134,7 x 7,2mm | 200 x 134,7 x 7,5mm | 200 x 134,7 x 7,5mm | 203 x 135 x 6,1mm | 203 x 135 x 6,1mm | 195 x 135 x 6,3 mm |
| Váha                   | Váha                   | Wi-Fi model: 308 g Wi-Fi + Cellular model: 308 g                                                                                                | Wi-Fi model: 331 g Wi-Fi + Cellular model: 341 g                                                                                                | Wi-Fi model: 331 g Wi-Fi + Cellular model: 341 g                                                                                                | Wi-Fi model: 290 g Wi-Fi + Cellular model: 300 g                                                                                                | Wi-Fi model: 300 g Wi-Fi + Cellular model: 308 g                                                                                                | Wi-Fi model: 293 g Wi-Fi + Cellular model: 297 g                                                                                                |
| Mechanická tlačítka    | Mechanická tlačítka    | Home, vypnout, hlasitost (nahoru a dolů), posuvný přepínač (zamknutí otáčení displeje nebo vypnutí zvuku)                                       | Home, vypnout, hlasitost (nahoru a dolů), posuvný přepínač (zamknutí otáčení displeje nebo vypnutí zvuku)                                       | Home, vypnout, hlasitost (nahoru a dolů), posuvný přepínač (zamknutí otáčení displeje nebo vypnutí zvuku)                                       | Home, vypnout, hlasitost (nahoru a dolů) | Home, vypnout, hlasitost (nahoru a dolů) | Top-button, hlasitost (nahoru a dolů) |
| Konektor               | Konektor               | Lightning | Lightning | Lightning | Lightning | Lightning | USB-C |
| Model                  | Model                  | iPad mini (1. generace) | iPad mini 2 | iPad mini 3 | iPad mini 4 | iPad mini 5 | iPad mini 6 |